# Dino Kovacevic
Dino Kovacevic (* 21. November 1999) ist ein österreichischer Fußballspieler.

## Karriere
Kovacevic begann seine Karriere beim SK Vorwärts Steyr. Im August 2015 spielte er erstmals für die Zweitmannschaft der Steyrer in der siebthöchsten Spielklasse. Im April 2017 stand er gegen den SK Austria Klagenfurt erstmals im Kader der Regionalligamannschaft von Steyr. Im Mai 2017 debütierte er schließlich in der Regionalliga, als er am 26. Spieltag der Saison 2016/17 gegen die Amateure des SK Sturm Graz in der 83. Minute für Philipp Bader eingewechselt wurde.
2018 stieg er mit Vorwärts Steyr in die 2. Liga auf. In der Aufstiegssaison 2017/18 kam Kovacevic zu sieben Einsätzen in der Regionalliga, in denen er kein Tor erzielte. Nach dem Aufstieg gab er im April 2019 sein Debüt in der zweithöchsten Spielklasse, als er am 22. Spieltag der Saison 2018/19 gegen die Zweitmannschaft des FC Wacker Innsbruck in der 85. Minute für Bojan Mustecić ins Spiel gebracht wurde. Dies blieb sein einziger Zweitligaeinsatz für die Steyrer.
Im Jänner 2020 wechselte er zum viertklassigen ASKÖ Oedt. In zwei Jahren in Oedt absolvierte er 24 Partien in der OÖ Liga, in denen er neun Tore erzielte. Im Februar 2022 wechselte er leihweise zum Zweitligisten FC Juniors OÖ. Während der Leihe kam er jedoch nie zum Einsatz und stand auch nie im Spieltagskader.